# Встречи делегаций США и России в Эр-Рияде (2025)

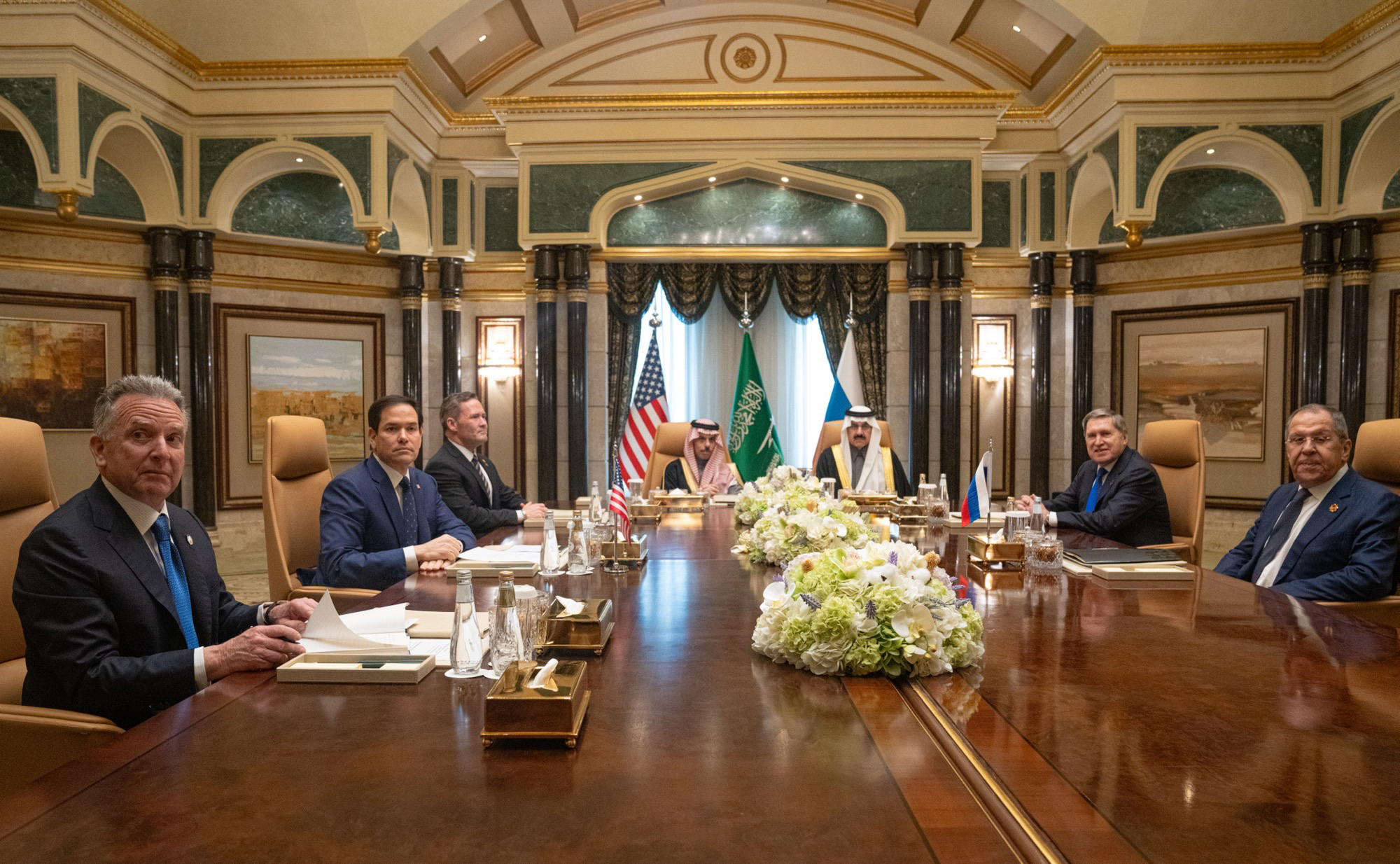
Американская и российская делегации в Эр-Рияде

Несколько встреч делегаций США и России в Эр-Рияде (2025) — официальные переговоры между делегациями России и США по вопросам восстановления двусторонних дипломатических отношений, обеспечения безопасности судоходства в Чёрном море и урегулирования конфликта между Россией и Украиной.

## Предшествующие события
12 февраля 2025 года состоялся телефонный разговор между Дональдом Трампом и Владимиром Путиным. По итогу переговоров главы двух государств договорились о продолжении контактов. Президент США заявил, что ожидает приезда главы РФ в Саудовскую Аравию для их первой встречи.
15 февраля 2025 года стало известно о подготовке администрацией Трампа мирных переговоров при участии России в Саудовской Аравии. Объявление о встрече стало для украинских чиновников неожиданностью.
17 февраля 2025 года пресс-секретарь президента РФ Дмитрий Песков заявил, что переговоры между США и Россией будут посвящены «восстановлению всего комплекса российско-американских отношений».

## Первая встреча 18 февраля 2025 года
18 февраля 2025 года в Эр-Рияде, Саудовская Аравия была проведена первая встреча по вопросам восстановления двусторонних дипломатических отношений между Россией и США. Переговоры проходили во дворце Дирия. Встреча длилась более четырёх часов с небольшим перерывом на обед.
Эта прошедшая встреча представляет собой первый контакт после начала российско-украинского конфликта и считается подготовкой для саммита двух государств с участием президента США Дональда Трампа и президента России Владимира Путина.

### Состав участников
На переговорах от России присутствовали помощник президента РФ Юрий Ушаков, министр иностранных дел Сергей Лавров и глава Российского фонда прямых инвестиций Кирилл Дмитриев. США представляли госсекретарь Марко Рубио, советник по нацбезопасности Майк Уолтц и спецпосланник президента по отношениям с Россией Стив Уиткофф. На встрече также присутствовали глава МИД Саудовской Аравии Фейсал Бен Фархан Аль Сауд и королевский советник по нацбезопасности Мусаид бен Мухаммед аль-Айбан.

### Итоги переговоров
По итогам переговоров стороны достигли соглашения по нескольким ключевым направлениям. Согласно заявлению госсекретаря США Марко Рубио, была достигнута договорённость о восстановлении штатной численности дипломатического персонала в посольствах обеих стран. Также стороны согласовали создание группы высокого уровня для поддержки мирных переговоров по Украине и договорились изучить возможности расширения экономического сотрудничества.
По данным Fox News, стороны обсудили трёхэтапный план урегулирования конфликта на Украине, включающий прекращение огня, выборы на Украине и подписание окончательного соглашения.
В ходе встречи также обсуждались перспективы сотрудничества двух стран в энергетических проектах в Арктике.

### Реакция
Президент России Владимир Путин охарактеризовал встречу как доброжелательную, отметив открытость американской стороны к совместной работе. По его словам, основной целью переговоров было повышение уровня доверия между странами.
Помощник президента США по национальной безопасности Майк Уолтц охарактеризовал прошедшие переговоры в Эр-Рияде как «исторические».
Президент Украины Владимир Зеленский выразил критическое отношение к переговорам, проходившим без участия украинской стороны, подчеркнув, что Украина не пойдёт на ультиматумы России. Глава Украины добавил, что США помогли Путину выйти из изоляции. В ответ на его критику Дональд Трамп заявил, что разочарован подобной реакцией.
По мнению BBC, прошедшая встреча для России является большим дипломатическим прорывом.
The New York Times подчёркивает, что США и Россия перешли к головокружительной перезагрузке своих отношений, что сигнализирует о намерении Дональда Трампа отказаться от подхода администрации Байдена к Москве, который был сосредоточен на санкциях, изоляции и отправке оружия в Украину. По мнению издания, президент США намерен прекратить политику изоляции Путина и вернуть Россию в международное сообщество, рассматривая возможность стратегического партнёрства между двумя странами.
The Hill отмечает, что прошедшая встреча ознаменовала значительный сдвиг в отношениях США с Россией, положив конец политике изоляции.
По мнению The Washington Post, переговоры в Эр-Рияде глубоко встревожили Украину, где растут опасения, что официальные лица США слишком свободно обсуждают будущее страны в отсутствие её представителей.
Британское издание The Guardian считает, что Россия полностью восстановлена за главным столом в роли великой державы. По мнению швейцарского СМИ Le Temps, встреча в Эр-Рияде знаменует собой поворот на 180 градусов в отношении усилий западных стран по изоляции Москвы.
The Associated Press выражает беспокойство, что подобный разворот отношений может повлиять на трансатлантические отношения США и их позиции в НАТО. Итальянское издание Il Fatto quotidiano предполагает, что переговоры между Россией и США вызвали страх и удивление у лидеров европейских стран.

## Вторая встреча 24 марта 2025 года
24 марта в Эр-Рияде прошли вторые переговоры между Россией и США. Их итоги подвел глава МИД России Сергей Лавров. Основной темой была черноморская зерновая инициатива. Подробное содержание переговоров не будет обнародовано, так как они имеют характер "технических консультаций". Переговоры шли около 12 часов.

### Состав участников
24 марта 2025 года на переговорах Россию представляли: глава комитета Совета Федерации по международным делам Григорий Карасин; советник директора ФСБ Сергей Беседа.
Команду США представляли: директор по политическому планированию Госдепа Майкл Антон; помощники спецпосланника президента Кита Келлога; представители советника по национальной безопасности Майкла Уолтца; старший директор по Европе в Совете национальной безопасности Эндрю Пик.